# Izrael az 1972. évi nyári olimpiai játékokon
Izrael az NSZK-beli Münchenben megrendezett 1972. évi nyári olimpiai játékok egyik részt vevő nemzete volt. Az országot az olimpián 7 sportágban 14 sportoló képviselte, akik érmet nem szereztek.
Az izraeli sportolókat szeptember 5-én hajnalban fegyveres terroristák támadták meg az olimpiai faluban, mely során 11 izraeli állampolgár köztük 5 sportoló, 4 edző és 2 játékvezető életét vesztette. A küldöttség többi része szeptember 7-én elhagyta Münchent.

## Atlétika
Férfi
| Versenyző    | Versenyszám     | Döntő   | Döntő    |
| Versenyző    | Versenyszám     | Idő     | Helyezés |
| ------------ | --------------- | ------- | -------- |
| Shaul Ladany | 50 km gyaloglás | 4:24:38 | 19.      |

Női
| Versenyző              | Versenyszám | Előfutam | Előfutam | Előfutam | Negyeddöntő | Negyeddöntő | Negyeddöntő | Elődöntő         | Elődöntő         | Elődöntő         | Döntő   | Döntő    |
| Versenyző              | Versenyszám | Idő      | Hely.    | Össz.    | Idő         | Hely.       | Össz.       | Idő              | Hely.            | Össz.            | Idő     | Helyezés |
| ---------------------- | ----------- | -------- | -------- | -------- | ----------- | ----------- | ----------- | ---------------- | ---------------- | ---------------- | ------- | -------- |
| Esther Shakhamorov-Rot | 100 m       | 11,45    | 1.       | 10.*     | 11,46       | 4.          | 10.**       | 11,49            | 5.               | 8.**             | kiesett | kiesett  |
| Esther Shakhamorov-Rot | 100 m gát   | 13,17    | 4.       | 7.       |             |             |             | nem állt rajthoz | nem állt rajthoz | nem állt rajthoz | kiesett | kiesett  |

* - egy másik versenyzővel azonos időt ért el

** - két másik versenyzővel azonos időt ért el

## Birkózás
Szabadfogású
| Versenyző      | Versenyszám | 1. forduló                   | 2. forduló                       | 3. forduló                        | 4. forduló        | 5. forduló        | Döntő             | Helyezés    |
| Versenyző      | Versenyszám | Ellenfél Eredmény            | Ellenfél Eredmény                | Ellenfél Eredmény                 | Ellenfél Eredmény | Ellenfél Eredmény | Ellenfél Eredmény | Helyezés    |
| -------------- | ----------- | ---------------------------- | -------------------------------- | --------------------------------- | ----------------- | ----------------- | ----------------- | ----------- |
| Gad Zobari     | 48 kg       | Laták Attila (HUN) · 3.5-0.5 | Ognyan Nikolov (BUL) · kétvállas | kiesett                           | kiesett           |                   | kiesett           | helyezetlen |
| Eliezer Halfin | 68 kg       | Ali Şahin (TUR) · 3-1        | Jagrup Singh (IND) · 1-3         | Rusznyák József (HUN) · kétvállas | kiesett           | kiesett           | kiesett           | helyezetlen |

## Sportlövészet
Nyílt
| Versenyző        | Versenyszám           | Pont | Helyezés |
| ---------------- | --------------------- | ---- | -------- |
| Zelig Shtroch    | Sportpuska, fekvő     | 589  | 57.      |
| Henry Herscovici | Sportpuska, fekvő     | 593  | 23.      |
| Henry Herscovici | Sportpuska, összetett | 1114 | 46.      |

## Súlyemelés
| Versenyző      | Versenyszám | Nyomás                   | Nyomás                   | Szakítás | Szakítás | Lökés                    | Lökés                    | Összesen | Helyezés |
| Versenyző      | Versenyszám | Eredmény                 | Helyezés                 | Eredmény | Helyezés | Eredmény                 | Helyezés                 | Összesen | Helyezés |
| -------------- | ----------- | ------------------------ | ------------------------ | -------- | -------- | ------------------------ | ------------------------ | -------- | -------- |
| Ze'ev Friedman | 56 kg       | 102,5                    | 18.                      | 102,5    | 9.       | 125,0                    | 11.                      | 330,0    | 12.      |
| Yossef Romano  | 75 kg       | érvényes kísérlet nélkül | érvényes kísérlet nélkül | kiesett  | kiesett  | kiesett                  | kiesett                  | kiesett  | kiesett  |
| David Berger   | 82,5 kg     | 132,5                    | 19.                      | 122,5    | 16.      | érvényes kísérlet nélkül | érvényes kísérlet nélkül | kiesett  | kiesett  |

## Úszás
Női
| Versenyző   | Versenyszám | Előfutam | Előfutam | Előfutam | Elődöntő | Elődöntő | Elődöntő | Döntő   | Döntő    |
| Versenyző   | Versenyszám | Idő      | Hely.    | Össz.    | Idő      | Hely.    | Össz.    | Idő     | Helyezés |
| ----------- | ----------- | -------- | -------- | -------- | -------- | -------- | -------- | ------- | -------- |
| Shlomit Nir | 100 m mell  | 1:20,90  | 8.       | 34.      | kiesett  | kiesett  | kiesett  | kiesett | kiesett  |
| Shlomit Nir | 200 m mell  | 2:53,60  | 6.       | 32.      |          |          |          | kiesett | kiesett  |

## Vitorlázás
Nyílt
| Versenyző                | Versenyszám     | Futam | Futam | Futam | Futam | Futam | Futam | Futam  | Pontszám | Helyezés |
| Versenyző                | Versenyszám     | 1     | 2     | 3     | 4     | 5     | 6     | 7      | Pontszám | Helyezés |
| ------------------------ | --------------- | ----- | ----- | ----- | ----- | ----- | ----- | ------ | -------- | -------- |
| Yair Michaeli Itzhak Nir | Repülő hollandi | 34,0  | 28,0  | 28,0  | 25,0  | 31,0  | 25,0  | (35,0) | 171,0    | 26.      |

## Vívás
Férfi
| Versenyző          | Versenyszám | Selejtező | Selejtező | Selejtező | Selejtező | Negyeddöntő       | Negyeddöntő | Elődöntő          | Elődöntő | Döntő             | Döntő   | Helyezés    |
| Versenyző          | Versenyszám | 1. kör | 1. kör    | 2. kör | 2. kör    | Negyeddöntő       | Negyeddöntő | Elődöntő          | Elődöntő | Döntő             | Döntő   | Helyezés    |
| Versenyző          | Versenyszám | Ellenfél Eredmény | Hely.     | Ellenfél Eredmény | Hely.     | Ellenfél Eredmény | Hely.       | Ellenfél Eredmény | Hely.    | Ellenfél Eredmény | Hely.   | Helyezés    |
| ------------------ | ----------- | --- | --------- | --- | --------- | ----------------- | ----------- | ----------------- | -------- | ----------------- | ------- | ----------- |
| Dan Alon           | Tőr, egyéni | 4. csoport · Bernard Talvard (FRA) · 0-5 · Eduardo Jhons (CUB) · 3-5 · Klaus Reichert (FRG) · 5-3 · Arcangelo Pinelli (ITA) · 5-3 · John Bouchier-Hayes (IRL) · 5-1 | 4.        | 1. csoport · Daniel Revenu (FRA) · 0-5 · Witold Woyda (POL) · 0-5 · Barry Paul (GBR) · 4-5 · František Koukal (TCH) · 5-4 · Omar Vergara (ARG) · 5-1             | 5.        | kiesett           | kiesett     | kiesett           | kiesett  | kiesett           | kiesett | helyezetlen |
| Yehuda Weisenstein | Tőr, egyéni | 2. csoport · Vlagyimir Gyenyiszov (URS) · 4-5 · Marek Dąbrowski (POL) · 3-5 · Graham Paul (GBR) · 5-3 · John Nonna (USA) · 5-2 · Stefano Simoncelli (ITA) · 2-5     | 4.        | 6. csoport · Vaszil Sztankovics (URS) · 0-5 · Mihai Ţiu (ROU) · 0-5 · Guillermo Saucedo (ARG) · 1-5 · Nakadzsima Hirosi (JPN) · 3-5 · Joseph Freeman (USA) · 0-5 | 6.        | kiesett           | kiesett     | kiesett           | kiesett  | kiesett           | kiesett | helyezetlen |